# Клан О'Грейді

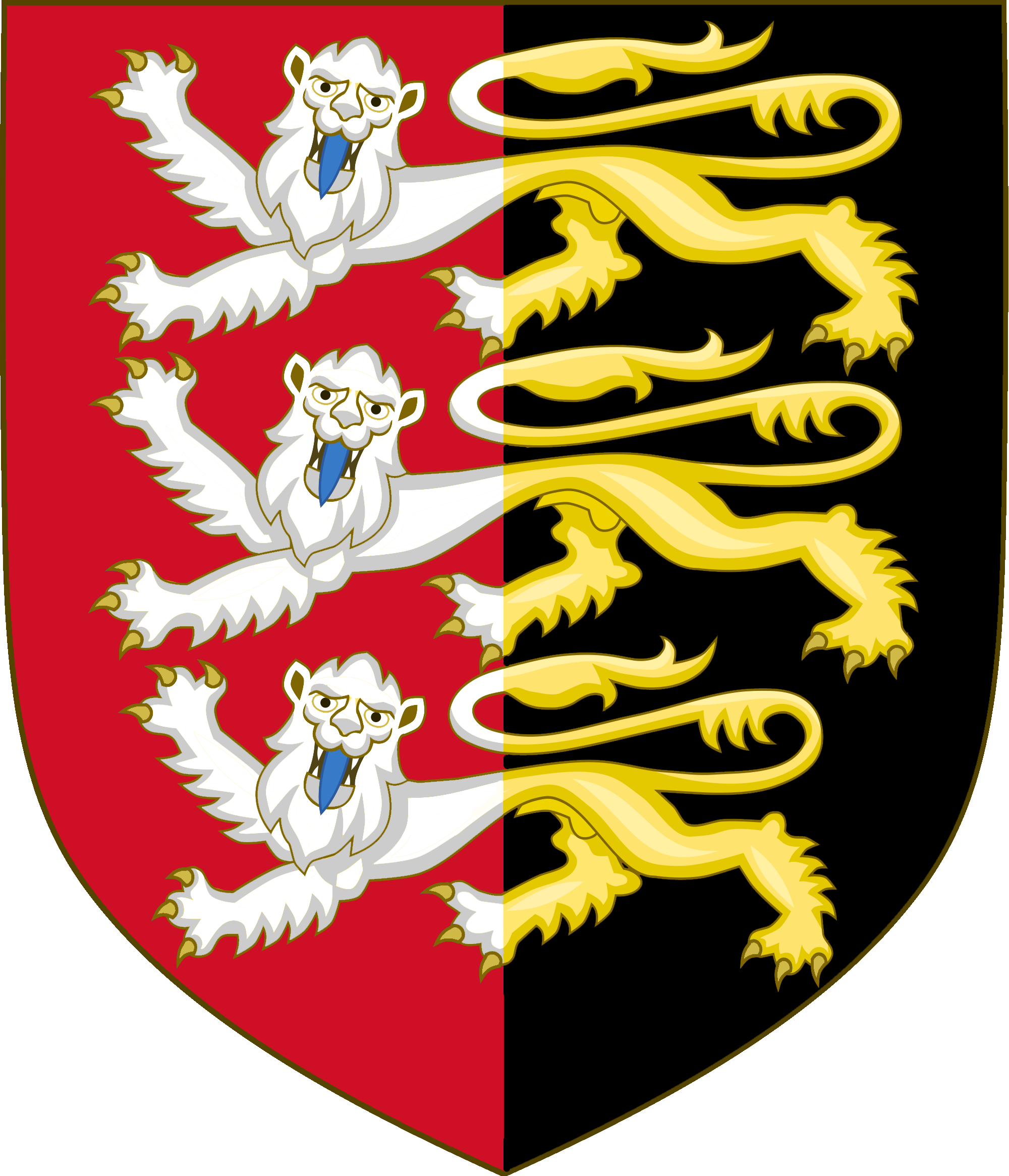
Герб вождів клану О'Грейді.

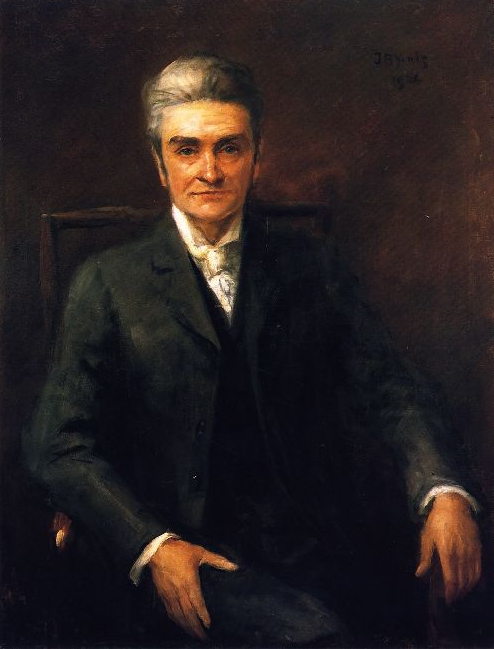
Стендіш Джеймс О'Грейді.

Клан О'Грейді (англ. — Clan O'Grady, ірл. — Clan Ó Grádaigh) — Клан О'Грейді з Кілбалліовена, клан О'Градайх — один із кланів Ірландії. Володіли землями в Манстері, на території королівства Томонд. Походить від клану Дал г-Кайс. Засновником клану О'Грейді був Градах Мак Трессах (ірл. — Gradhach mac Treassach).

## Вождь кану
Генрі Томас Стендіш О'Грейді (ірл. — Henry Thomas Standish O'Grady)

## Титули вождя клану
- Лорд Кінел Дунгайле
- Віконт Гвілламор

## Ірландські назви клану
- Чоловік — О'Градайх (ірл. — Ó Grádaigh), О'Града (ірл. — Ó Gráda)
- Дочка — Ні Градайх (ірл. — Ní Ghrádaigh), Ні Града (ірл. — Ní Ghráda)
- Жінка (повністю) — Бан Ві Градайх (ірл. — Bean Uí Ghrádaigh), Бан Ві Града (ірл. — Bean Uí Ghráda)
- Жінка (скорочено) — Ві Градайх (ірл. — Uí Ghrádaigh), Ві Града (ірл. — Uí Ghráda)

## Історія клану О'Грейді
Клан О'Грейді виник як септа клану Дал г-Кайс. Такийм чином клан О'Грейді споріднений з кланом О'Браєн — королівським кланом правлячим довгий час в королівствах Манстер та пізніше Томонд. Але в Середньовіччя вони жили не в графстві Клер, як О'Браєни, а в графстві Лімерик. Кран О'Грейді володів землями Кілбалліовен, що недалеко від міста Брафф.
Люди клану О'Грейді часто володіють прізвищем Стендіш. Це прізвище пришло в клан О'Грейді внаслідок шлюбу Дербі О'Грейді та Файх Стендіш, що відбувся 1633 року.
Деякі люди з клану О'Грейді були церковними діячами, в тому числі діячами англіканської церкви. Єпископом графства Міт був Х'ю О'Грейді.
До клану О'Грейді належав Стендіш Хайс О'Грейді — Анешліс Аод О'Градайх (ірл. — Anéislis Aodh Ó Grádaigh) (1832—1915) — видатний ірландський антиквар та історик. Він народився в Еріна-Хаусі в Кастелконнелл, графство Лімерик. Він був сином адмірала Хайса О'Грейді та кузеном письменника Стендіша Джеймса О'Грейді, з яким його іноді плутають. Освіту здобув в Трініті-коледжі в Дубліні. Хоча він був за фахом інженером-будівельником, але його запам'ятали як упорядника збірки «Сільва Гаделіка» (ірл. — Silva Gadelica) (в двох томах, 1892) — збірник оповідань про ірландську давнину зі стародавніх ірландських рукописів. Він був знайомий і працював з іншими знавцями старовини — О'Донованом та Юджином О'Каррі. У 1853 році він став одним із засновників «Оссіанського товариства» і став його президентом в 1855 році. У 1857 році він переїхав до Сполучених Штатів Америки, де жив протягом 30 років. У 1901 році він видав збірник есе про англо-ірландську аристократію під назвою «Ідеали Ірландії». Збірник відредагувалаледі Августа Грегорі.
Стендіш Джеймс О'Грейді — Шеймус О'Анешліс Градайх (ірл. — Séamus Ó Anéislis Grádaigh, 18 вересня 1846 — 18 травня 1928) — ірландський письменник, журналіст та історик. До праці і творчості його надихнув Сильвестр О'Галлоран. Шеймус зіграв важливу роль в кельтському Відродженні, публікуючи розповіді з ірландської міфології, оповідання з історії Ірландії героїчного періоду (1878 г.), стверджуючи, що ірландська традиційна міфологія може бути порівняна по літературній значимості хіба що з міфологією гомерівської Греції. Він був також діячем Церкви Ірландії, відрізнявся аристократизмом (зокрема, засуджував буржуазні цінності і зневажав сучасний йому космополітизм). Він виступав проти Британської імперії, наголошовув, що держава в якій він живе англо-шотландсько-ірландська. Він мав значний вплив на створення ірландського театру та сучасної ірландської літератури, мав вплив на леді Грегорі, поета Вільяма Батлера Єйтса, Джорджа Вільяма Рассела, на засновника партії «Шин Фейн» Артура Гріффіта.
Воді клану володіли титулом віконт Гвілламор. Цей титул в перстві Ірландія був створений в 1831 році для Стендіша О'Грейді — генерального прокурора Ірландії, лорд-голови баронів Ірландії, барона казначейства Ірландії. Він отримав титул барона О'Грейді з Рокбартона (графство Лімерик). Його син — ІІ віконт Гвіламор брав участь в битві під Ватерлоо і був депутатом парламенту Великої Британії. Четверо його синів були перами Ірландії. VI віконтом Гвілламор став його кузен. Він був сином високоповажного Волтера О'Грейді — молодшого сина першого віконта Гвілламор. Він помер бездітним і титул успадкував його кузен — VIII віконт Гвілламор. Він був сином Джеймса Волтера О'Грейді — молодшого вина високоповажного Волтера О'Грейді. Він теж помер неодруженим і титул успадкував його молодший брат, що став IX віконтом Гвілламор. Титул лишився нікому не потрібним після його смерті в 1955 році.
Хайс О'Грейді (пом. 1864 року) — брат першого віконта був адміралом Королівського флоту. Його сином був антиквар Стендіш Хайс О'Грейді. Історик Стендіш Джеймс О'Грейді був онуком Джона О'Грейді — І віконта Гвілламор.

## Віконти Гвілламор
- Стендіш О'Грейді — І віконт Гвілламор (1766—1840)
- Стендіш Дербі О'Грейді — ІІ віконт Гвілламор (1792—1848)
- Стендіш О'Грейді — ІІІ віконт Гвілламор (1832—1860)
- Педжет Стендіш О'Грейді — IV віконт Гвілламор (1835—1877)
- Гардресс Стендіш О'Грейді — V віконт Гвілламор (1841—1918)
- Фредерік Стендіш О'Грейді — VI віконт Гвілламор (1847—1927)
- Х'ю Геммон Мессі О'Грейді — VII віконт Гвілламор (1860—1930)
- Річард О'Грейді — VIII віконт Гвілламор (1867—1943)
- Стендіш Брюс О'Грейді — IX віконт Гвілламор (1869—1955)

## Відомі люди з клану О'Грейді
- Гейл О'Грейді — відома американська актриса.
- Джон О'Грейді — відомий австралійський письменник.
- Лані О'Грейді — відома американська актриса.
- Лоран О'Грейді — відома американська артистка.
- Мері О'Грейді — відома американська редакторка.
- Олівер О'Грейді — відомий діяч католицької церкви.
- Пауль О'Грейді — відомий телевізійний артист.
- Пітер О'Грейді — керівник комп'ютерного відділення коледжу штату Міннесота.
- Шон О'Грейді — відомий ірландський політик.